# 神﨑史彦
神﨑 史彦（かんざき ふみひこ、1978年2月10日 - ）は、日本の実業家、教育者。株式会社カンザキメソッド代表取締役。スタディサプリ講師。

## 経歴
1978年、新潟県に生まれる。神奈川県横浜市で育ち、現在は廃止された法政大学法学部論文特別入試に合格し1997年、法政大学法学部法律学科へ進学する。大学在学中は小学館ホームパル（現・小学館アカデミー）にて中学生の国語・社会・理科講師を務めた。
法政大学卒業後、予備校講師となり、四谷学院・東京アカデミー・Z会東大マスターコース（現・Z会東大進学教室）・一橋学院・第一学習社にて小論文の授業を担当。LEC東京リーガルマインドにおいては、法科大学院適性試験対策講座を受け持ち、Z会や第一学習社などで通信添削教材・模擬試験の問題作成者となった。多数の小論文・AO入試関連の参考書を執筆し、また多くの高校・塾・予備校で実施されているAO入試対策の基礎となっている「カンザキメソッド」を考案。2013年、東進ハイスクール・東進衛星予備校講師、2021年から株式会社リクルート・スタディサプリ講師となる。
私立高校において学校内予備校の講師として活動していたほか、私立大学においてはエデュケーショナル・スーパーバイザーとして高大接続システムの設計および高校改革にも従事した。2018年、21世紀型教育機構リサーチ・フェローおよびアクレディテーションメンバーとなり、高校教育改革を積極的に行っている。2022年より聖学院中学校高校スーパーアドバイザー。

## 履歴

### 学歴・職歴
- 2001年 - 法政大学法学部法律学科卒業、中萬学院講師
- 2012年 - 株式会社カンザキメソッド代表取締役
- 2013年 - 東進ハイスクール・東進衛星予備校講師
- 2018年 - 21世紀型教育機構リサーチ・フェローおよびアクレディテーションメンバー
- 2021年 - 株式会社リクルート・スタディサプリ講師

## 著作等
- 『看護医療技術系の志望理由書の書き方』（文英堂、2006年）
- 『小論文の完全攻略本 (大学入試)』（文英堂、2010年）
- 『大学入試小論文の完全ネタ本「社会科学系」編―キーワード集 (シグマベスト)』（文英堂、2012年）
- 『高校入試 合格を決める！』 ［作文・小論文／面接］（文英堂、2016年）
- 『ゼロから1カ月で受かる 大学入試 志望理由書のルールブック』（KADOKAWA、2019年）
- 『小論文の完全ネタ本改訂版 医歯薬系/看護・医療系編』（文英堂、2020年）
- 『小論文の完全ネタ本改訂版 社会科学系編』（文英堂、2020年）